# Lukoil aréna

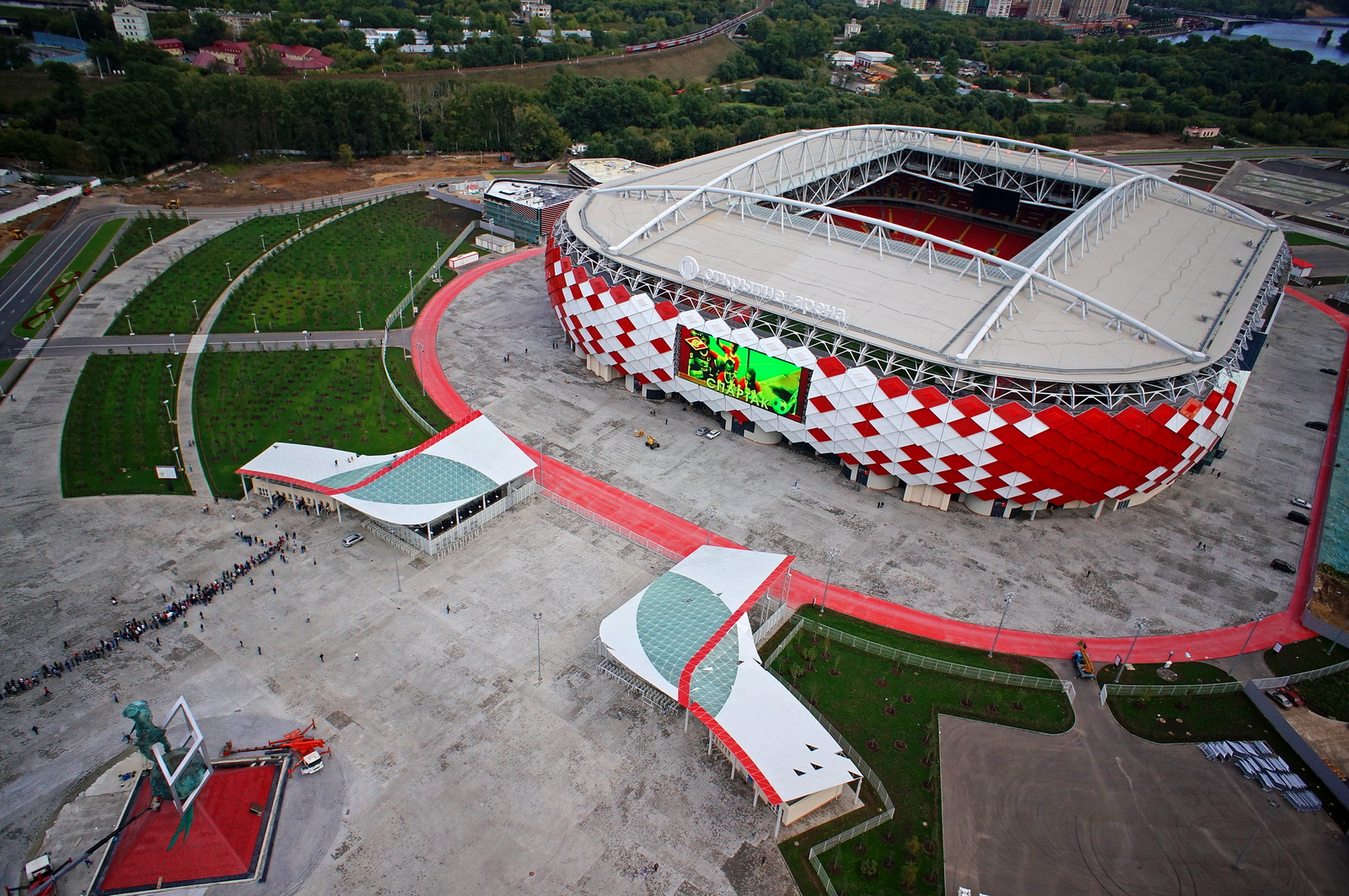
Stadion 27. srpna 2014

Lukoil aréna (rusky Лукойл Арена) je stadion v Moskvě a zároveň domácí stánek fotbalového klubu Spartak Moskva. Stadion má kapacitu pro 45 000 diváků. Slavnostní otevření stadionu obstaralo utkání mezi Spartakem Moskva a Crvenou zvezdou Bělehrad (1:1), jež se konalo 5. září 2015. Odehrály se na něm
zápasy Konfederačního poháru v roce 2017 a Mistrovství světa ve fotbale v roce 2018.

## Období před výstavbou
Po celou dobu existence moskevského Spartaku neměl klub vlastní stadion. Jeho mužstva proto hrávala svá utkání na cizích stadionech (Lokomotiv, Dynamo, Olympijský stadion, Stadion Eduarda Strelcova, Lužniki).
Po rozpadu Sovětského svazu a přechodu k tržnímu hospodářství si klub zpočátku nemohl z finančních důvodů dovolit výstavbu vlastního stadionu. První kroky vedoucí k jeho realizaci byly učiněny roku 1994. Moskevská radnice vyčlenila pro klub pozemky v oblasti Botanické zahrady, avšak stavba stadionu nebyla kvůli protestům „zelených“ a místních obyvatel zahájena. Předpokládané celkové náklady projekty činily v roce 1998 250 milionů dolarů (přičemž stadion by měl pojmout okolo 65 000 fanoušků). 31. března 1999 byla však výstavba stadionu na tomto místě zakázána na základě usnesení moskevské vlády, načež bylo zvoleno nové stavební místo v té samé oblasti. Od nového stadionu by přitom byly stejně vzdáleny hned čtyři stanice metra (Botanický sad, Sviblovo, Otradnoje, Vladykino). Pro stavbu stadionu bylo vyčleněno 39 hektarů půdy a podle nového projektu by jeho kapacita činila 52 000 diváků. Začátek prací byl stanoven na rok 2001, avšak záhy po dokončení projektových činností vyšlo najevo, že část pozemků patří moskevskému Výstavišti úspěchů národního hospodářství, které požadovalo od klubu nájemné ve výši 30 milionů dolarů. Jelikož nebylo v silách klubu takovou sumu vyplácet, výstavba zahájena nebyla.
V září roku 2001 byla naplánována výstavba stadionu na rozmezí Mičurinského prospektu a Ulice Lobačevského. Předpokládaná kapacita nového stadionu byla ve srovnání s předešlým projektem o 10 000 míst menší, jeho součástí by však byl zábavní park. Mimo jiné z důvodu nedostatku finančních prostředků moskevské vlády i Spartaku ale stadion postaven nebyl.

## Nový stadion

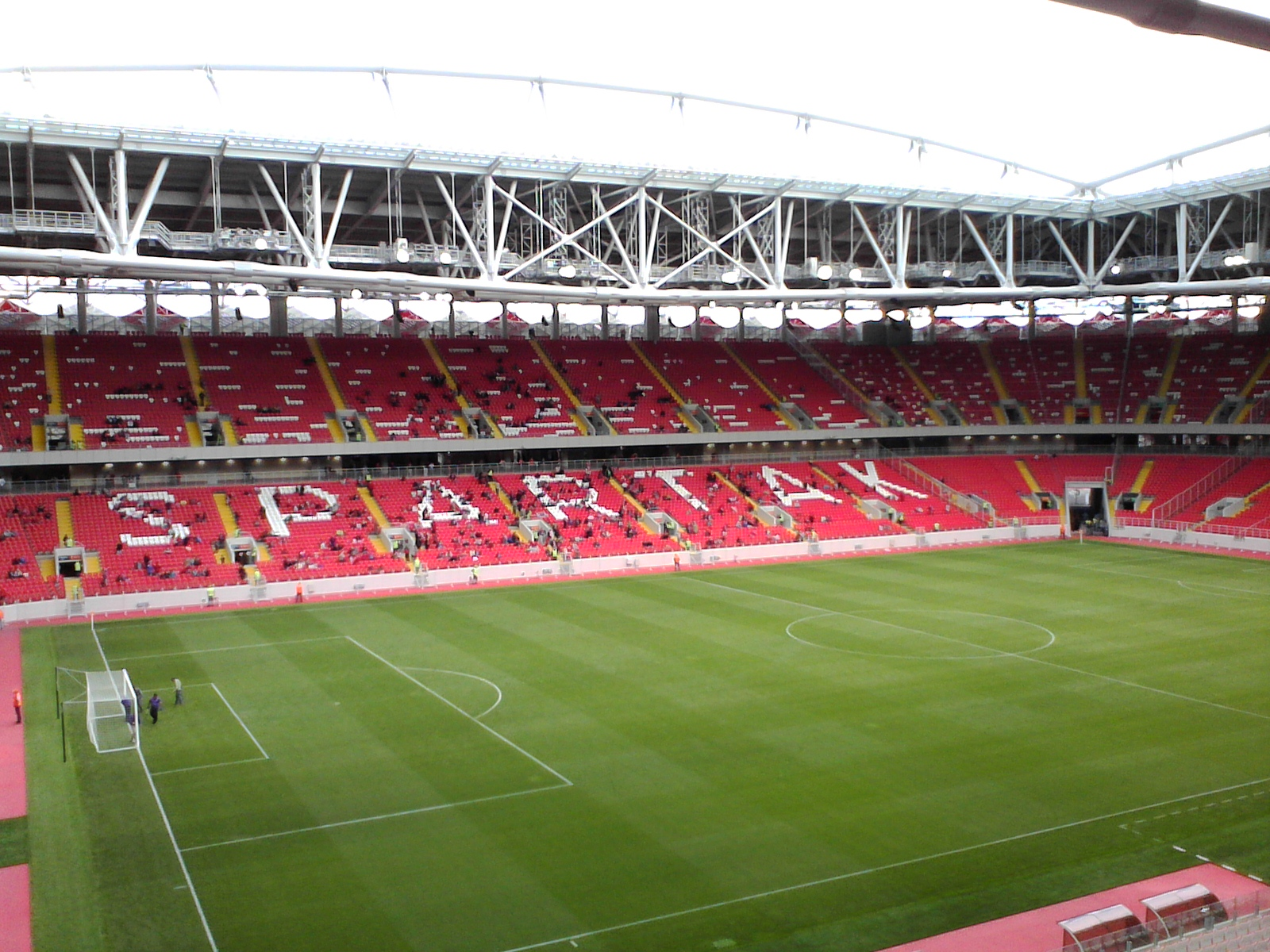
Výhled na hrací plochu a tribunu C

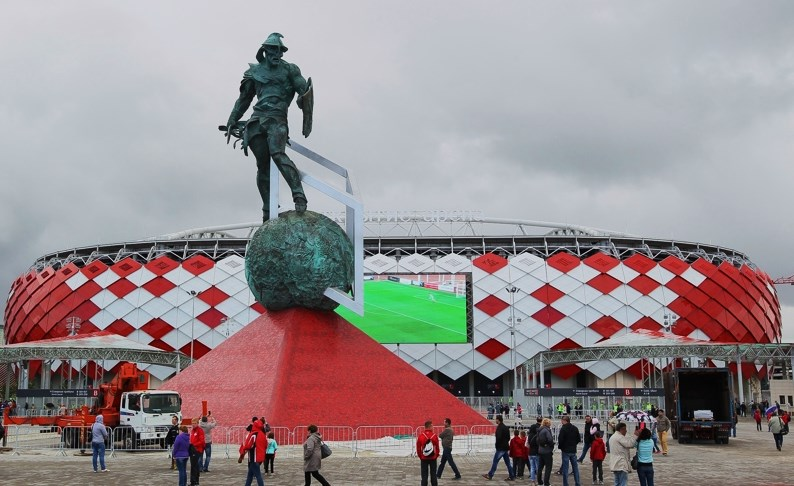
Socha gladiátora před vchodem na stadion

V listopadu roku 2006 byl učiněn další pokus o stavbu stadionu. V tomto případě už úspěšný. Bylo rozhodnuto, že nový stadion bude postaven v lokalitě moskevského letiště Tušino, přičemž financování stavby bylo garantováno ze strany Leonida Feduna. 2. června 2007 byl slavnostně položen základní kámen. Proces výstavby se však postupně zpomaloval, nejprve kvůli byrokratickým průtahům a specifickému umístění (neboť vedle stavby vede tunel metra – Tagansko-Krasnopresněnskoj linky) a následně příčinou světové finanční a ekonomické krize. V roce 2009 se tak stavba stadionu byla stále a pouze na úrovni projektu, přestože se původně počítalo s jejím dokončením v letech 2009–2010. Kromě toho došlo v roce 2010 k přezkoumání projektu stavby stadionu, neboť původně schválená varianta byla zamítnuta architektonickou radou. Projekt stadionu vytvořila americká společnost AECOM. Jednu z variant názvů objektu představovalo „Nové Koloseum“ (ve skutečnosti v dobách gladiátora Sparta Koloseum ještě nebylo postaveno). Dalším návrhem byl poté název „Stadion bratří Starostinů“. V době stavby stadionu byla znovuotevřena a dobudována nedaleké stanice metra Spartak (dříve Volokolamská) v rámci Tagansko-Krasnopresněnskoj linky, která byla uzavřena v roce 1975.
19. února roku 2013 bylo rozhodnuto, že nový stadion ponese jméno Otkrytije Arena, a to podle názvu sponzora – banky Otkrytije. 1,28 miliardy rublů – přesně za takovou sumu ponese po dobu šesti let stadion název Otkrytije Arena. Banka přitom přistoupila na to, aby logo finanční instituce a její název byly na stadionu provedeny v červeno-bílých barvách, ačkoli firemními barvami je modrá a bílá. Podle požadavků FIFA a UEFA v době konání zápasů evropských pohárů a oficiálních utkání reprezentačních týmů stadion nemůže nést název sponzora, a tak se pro tyto případy bude s největší pravděpodobností jmenovat Spartak.

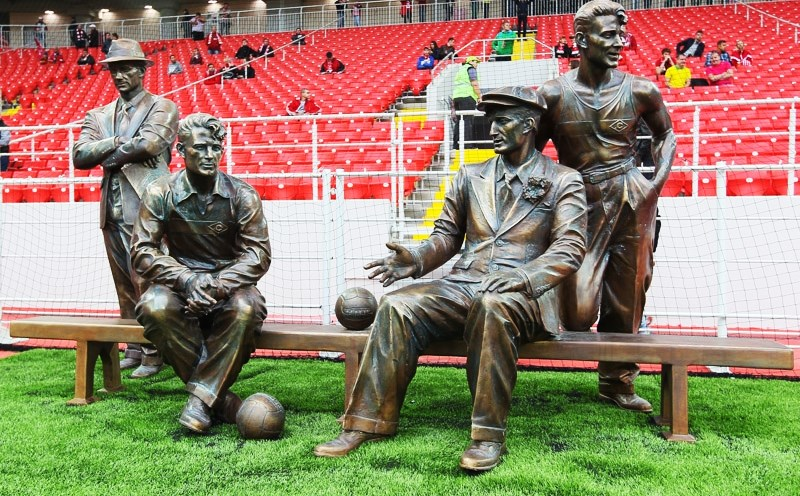
Památník bratří Starostinů umístěný u Severní tribuny uvnitř stadionu

21. srpna 2014 byl přímo u fotbalové plochy stadionu vedle tribuny B postaven památník čtyřech bratří Starostinů. Vedle stadionu byla odhalena socha gladiátora o výšce 24,5 m (včetně podstavce). V roce 2013 se mluvilo také o tom, že budou postaveny i památníky legendám Spartaku Moskva – Igoru Nettovi a Nikitovi Simonjanovi. Ve třetím patře Západní tribuny je plánováno otevření klubového muzea FK Spartak o celkové ploše okolo 800 m².
27. srpna 2014 byla otevřena stanice metra Spartak. V ten samý den navštívili stadion ministr sportu Vitalij Mutko, předseda vlády Dmitrij Medvěděv a ruský prezident Vladimir Putin. 30. srpna se konalo utkání veteránů fotbalového klubu Spartak (dva poločasy po 20 minutách). Zápasu přihlíželo přibližně 8000 diváků.
Stadion byl slavnostně otevřen 5. září 2014 utkáním mezi Spartakem a srbskou Crvenou zvezdou, který navštívilo 37 734 diváků. První gól na novém stadioně vsítil obránce Spartaku Dmitrij Kombarov, jenž si v 8. minutě zápasu při zahrávání trestného kopu všiml, že brankář vyšel daleko z brány, a bez čekání na hvizd píšťalky rozhodčího trefil roh soupeřovy brány.
V prvním oficiálním zápase konaném v nové aréně porazil Spartak v rámci 7. kola ruské Premier Ligy moskevské Torpedo 3:1 (za Spartak skórovali dvakrát Quincy Promes a jednou Jurado). Do ochozů stadionu si tehdy našlo cestu 36 058 diváků. Premiérovou porážku na novém stadionu utrpěl Spartak 8. března 2015, kdy v rámci domácí ligy podlehl Krasnodaru v poměru 1:3. V prvních dvanácti domácích zápasech Premier Ligy, které byly odehrány již v Otkritie Areně, se hráčům Spartaku podařilo vždy vstřelit gól. Nešťastným se stalo pro Spartak v pořadí 13. domácí utkání konané v rámci 28. kola, které skončilo porážkou 0:4 od CSKA.
12. října 2014 odehrálo na stadionu své první utkání reprezentační mužstvo Ruska, a to v rámci kvalifikace na Mistrovství Evropy 2016. Soupeřem ruské reprezentace byl výběr Moldavska. Zápas skončil výsledkem 1:1, jediný gól Rusů vstřelil z penalty útočník Spartaku Arťom Dzjuba.

### Chronologie výstavby

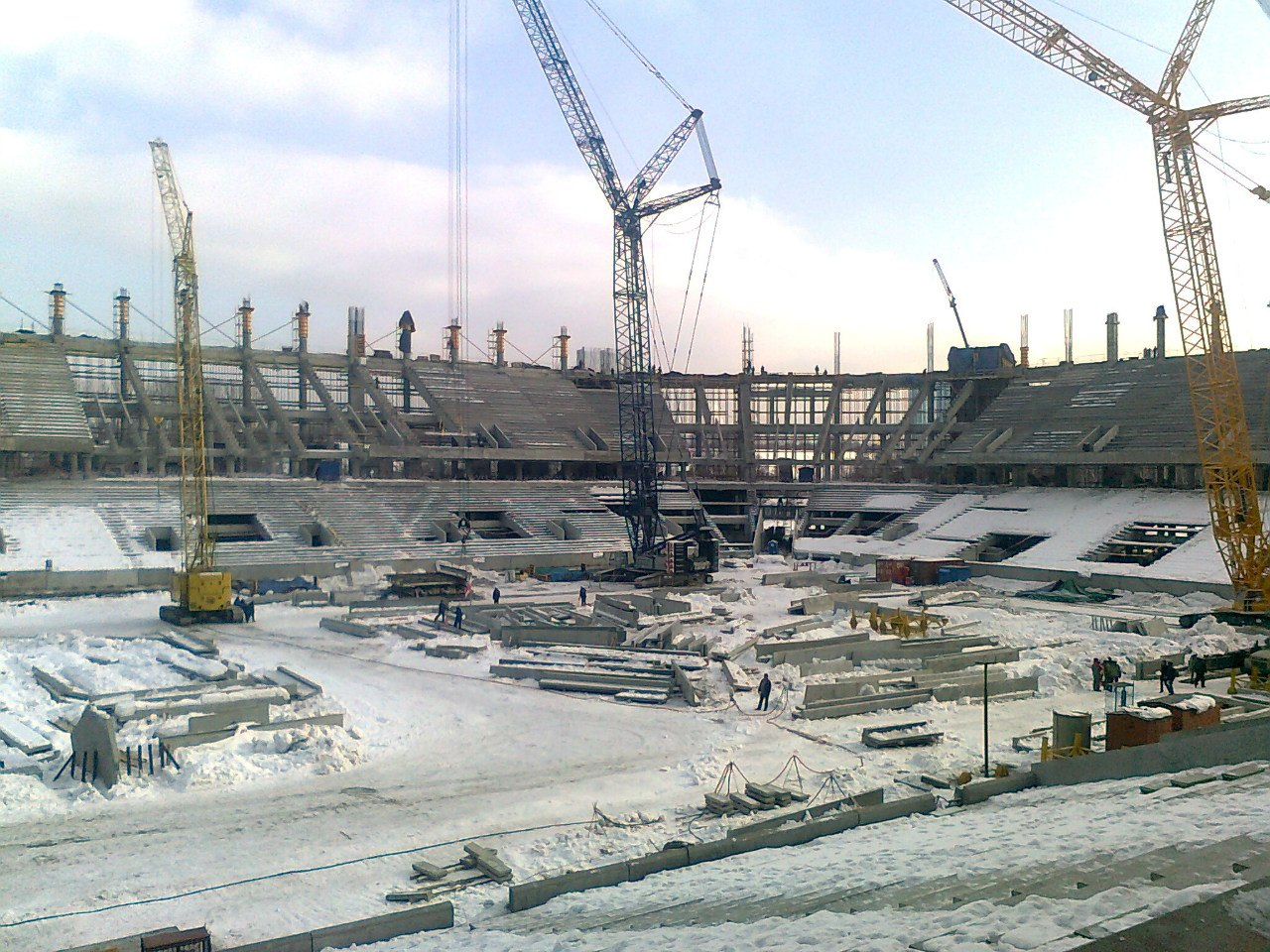
Výstavba stadionu. Únor 2013

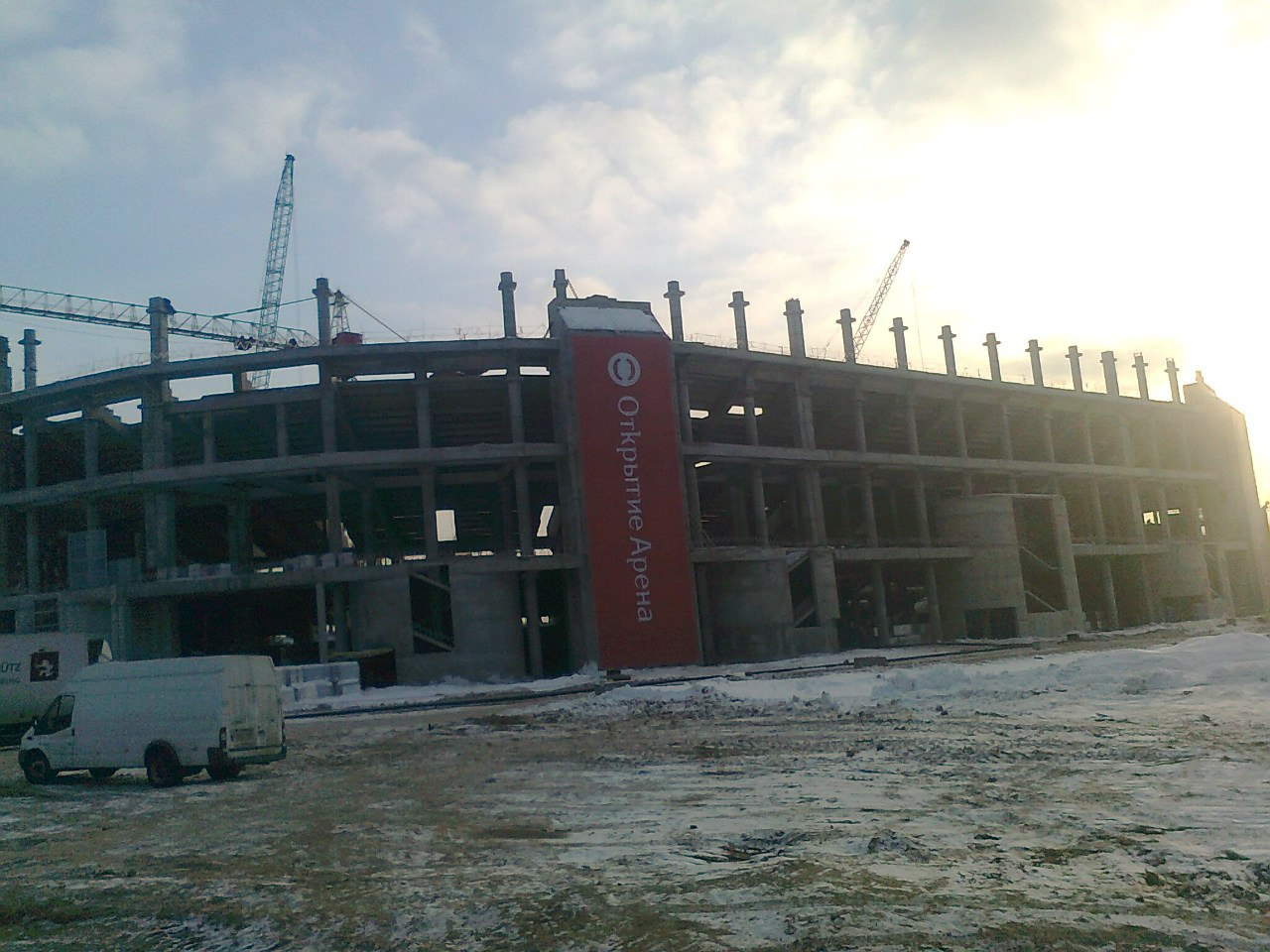
Otkrytije Arena v den oznámení jejího nového názvu (19. únor 2013)

- červen – říjen 2010 – přípravné práce
- říjen 2010 – duben 2011 – provádění vrtů a betonování sloupů
- duben – září 2011 – vyztužení a betonování základů
- září – prosinec 2011 – dokončení základových prací
- leden – březen 2012 – budování konstrukcí a prostor suterénu, betonování ploch
- duben 2012 – dokončení suterénu a betonování ploch
- květen – duben 2012 – betonování prvního a druhého patra
- listopad – prosinec 2012 – dokončení prací v oblasti monolitických konstrukcí na Severní, Jižní a Východní tribuně
- leden 2013 – začátek dokončovacích prací severní části stadionu
- únor 2013 – montáž opěrného systému pro kovové konstrukce střešních vazníků
- březen 2013 – dokončení prací v oblasti monolitických konstrukcí
- duben 2013 – montáž opěry pro kovovou konstrukci střechy
- květen 2013 – montáž kovových konstrukcí střešních vazníků, montáž skeletů prostor pro skupinu firem Šokoladnica
- červen 2013 – dokončení vnitřních prostor
- červen 2013 – pokrytí schodišť kamennými deskami
- srpen 2013 – zasklení VIP lóže na Západní tribuně
- září 2013 – začátek budování vstupů, zasklení průčelní fasády Západní tribuny
- říjen 2013 – dokončení montáže kovových střešních vazníků
- leden 2014 – začátek dokončovacích prací
- únor 2014 – začátek montáže sedaček
- březen 2014 – dokončení montáže střechy stadionu a instalace velkoplošných obrazovek na jižní a severní tribuně
- květen 2014 – dokončení montáže křesel, dokončení hrací plochy a instalace obrazovek
- červen 2014 – dokončení fasády stadionu, jeho autorem je český architekt Vladimír Mašinský[1]
- srpen 2014 – zkušební otevření stadionu

### Náklady na výstavbu
Původní plánované náklady na výstavbu stadionu činily 150 milionů euro, ve spojitosti se světovou ekonomickou a finanční krizí však měly být podle předpokladů Leonida Feduna dvojnásobně nižší. Ve skutečnosti náklady od počátku výstavby rostly a vyšplhaly se až na téměř 500 milionů euro, poté se ale vlivem světové ekonomické a finanční krize začaly postupně snižovat. V září roku 2011 investor oznámil přibližnou cenu za realizaci projektu, která činila 12 miliard rublů, z toho 2 miliardy byly určeny na vybudování kryté arény. V únoru 2013 byl podle odhadů Leonida Feduna stadion dokončen z 80 %, přičemž náklady na výstavbu se v této době rovnaly přibližně 500 milionům amerických dolarů (asi 15 miliard rublů). Po dokončení stavby Leonid Fedun oznámil, že se konečná cena stadionu zastavila na 14,5 miliardách rublů.

### Parametry stadionu

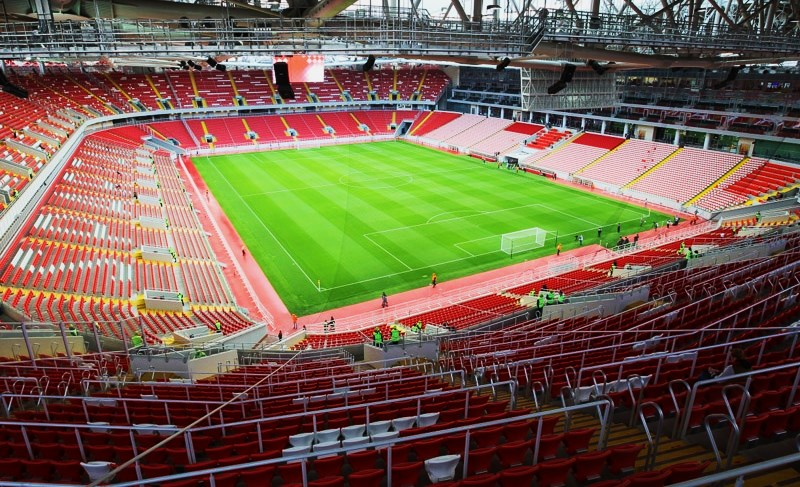
Pohled z tribuny

Stadion představuje sportovní komplex, jehož součástí je fotbalové hřiště s tribunami o kapacitě 45 000 diváků (původně se počítalo s 35 000) s možností jejího rozšíření na 46 000 v době konání Mistrovství světa ve fotbale 2018. Kromě toho je v lokalitě letiště Tušino naplánována výstavba dvou hokejových arén, tenisové akademie, centra vodních sportů, několika škol se sportovním zaměřením a dvě sportovně zaměřené školky.

### Návštěva stadionu
Stadion je dostupný ze stanice metra Spartak, která se nachází v jeho blízkosti.
Dle usnesení Vlády města Moskvy č. 194-PP ze 4. května 2012 bylo otevření stanice naplánováno na listopad 2013, poté však bylo její uvedení do provozu odloženo na květen 2014 a posléze na 27. srpen 2014. K otevření stanice došlo 27. srpna 2014 současně s otevřením stadionu. Kromě stanice metra v rámci rekonstrukce Volokolamské silnice od Moskevského dálničního okruhu po Leningradskou silnici byl vybudován dopravní uzel na křižovatce Volokolamské silnice a ulice Stratonavtov. Cílem rekonstrukce bylo zlepšení dopravy ke stadionu a také celkové dopravní situace v oblasti Pokrovskoje – Strešněvo.
K otevření dopravního uzlu došlo 28. září 2015. V nejbližší době budou kvůli možnosti výjezdu na Stroginskou ulici postaveny silniční a pěší most a také říční přístav. Pěší most spojí dvě nábřeží řeky Moskvy a říční most budou moct využívat nejen fanoušci, ale také turisté.
Po celém stadionu bude možné platit pouze platebními kartami (technologie cash free), přičemž tuto službu bude zajišťovat banka Otkrytie. Jako platební prostředek bude sloužit na všechna utkání Spartaku předplacená dobíjecí platební karta MasterCard Prepaid PayPass, kterou bude možné využívat i jako vstupenku na stadion. Rovněž bude možné používat karty dostupné v prodejních automatech na stadionu.

## Zápasy ruské fotbalové reprezentace
Kvalifikační utkání skupiny G na XV. Mistrovství EvropyKvalifikace na Mistrovství Evropy ve fotbale 2016 – skupina G
| 12. října 2014, 20:00 moskevského času | \| Rusko \| 1:1 (0:0) \| Moldavsko \| \| Arťom Dzjuba 73' (pokutový kop) \| Góly \| Alexandru Epueranu 74' \| | Stadion: «Otkrytije Arena», Moskva Diváci: 36 017 Rozhodčí: Kristinn Jakobsson; Gunnar Gunnarsson, Gylfi Mar Sigurdsson |
| Rusko                                  | 1:1 (0:0) | Moldavsko |
| Arťom Dzjuba 73' (pokutový kop)        | Góly | Alexandru Epueranu 74'                                                                                                  |

Kvalifikační utkání skupiny G na XV. Mistrovství Evropy
| 14. června 2015, 19:00 moskevského času | \| Rusko \| 0:1 (0:1) \| Rakousko \| \| Góly \| Janko 33' \| \| | Stadion: «Otkrytije Arena», Moskva Diváci: 33 750 Rozhodčí: Milorad Mažić; Milovan Ristić,Dalibor Djurdjević, Danilo Gruič, Dejan Filipovic. |
| Rusko                                   | 0:1 (0:1)                                                       | Rakousko |
| Góly                                    | Janko 33'                                                       | |

## MS 2018
V Otkrytie Areně se odehrálo 5 zápasů MS 2018 – 4 zápasy základních skupin a jedno osmifinálové utkání.
| Datum                   | Kolo       | Zápas              | Výsledek       |
| ----------------------- | ---------- | ------------------ | -------------- |
| 16. června 2018, 15:00  | Skupina D  | Argentina – Island | 1:1            |
| 19. června 2018, 17:00  | Skupina H  | Polsko – Senegal   | 1:2            |
| 23. června 2018, 14:00  | Skupina G  | Belgie – Tunisko   | 5:2            |
| 27. června 2018, 20:00  | Skupina E  | Srbsko – Brazílie  | 0:2            |
| 3. července 2018, 20:00 | Osmifinále | Kolumbie – Anglie  | 1:1 (3:4 pen.) |

## Koncerty a festivaly
Stadion je využíván pro konání koncertů a festivalů.
- 12. června 2015 se na stadionu konal indický festival barev Holi[4]
- 19. června 2015 se na stadionu konal festival Park Live, za účasti Muse, Incubus, Triggerfinger, Jack Action
- 19. června 2016 se na stadionu konal festival Maxidrom 2016[5], největší hvězdou byli Rammstein[6]
- 9. a 10. července 2016 proběhl festival Park Live[7]
- 13. července 2017 zde vystoupila skupina Leningrad[8]
- 15. července 2017 zde koncertovali Depeche Mode[9]
- 15. července 2018 zde v rámci turné Not In This Lifetime vystoupili Guns N' Roses[10]
- 14. června 2019 zde vystoupila skupina Leningrad[11]
- 29. června 2019 zde u příležitosti padesátého výročí založení koncertovala Mašina Vremeni[12]
- 19. července 2019 tu vystoupil Ed Sheeran[13]
- 8. července 2023 zde u příležitosti třicátého výročí založení vystoupili Nočnyje snajpery[14]